# Мадридське Йе-йе

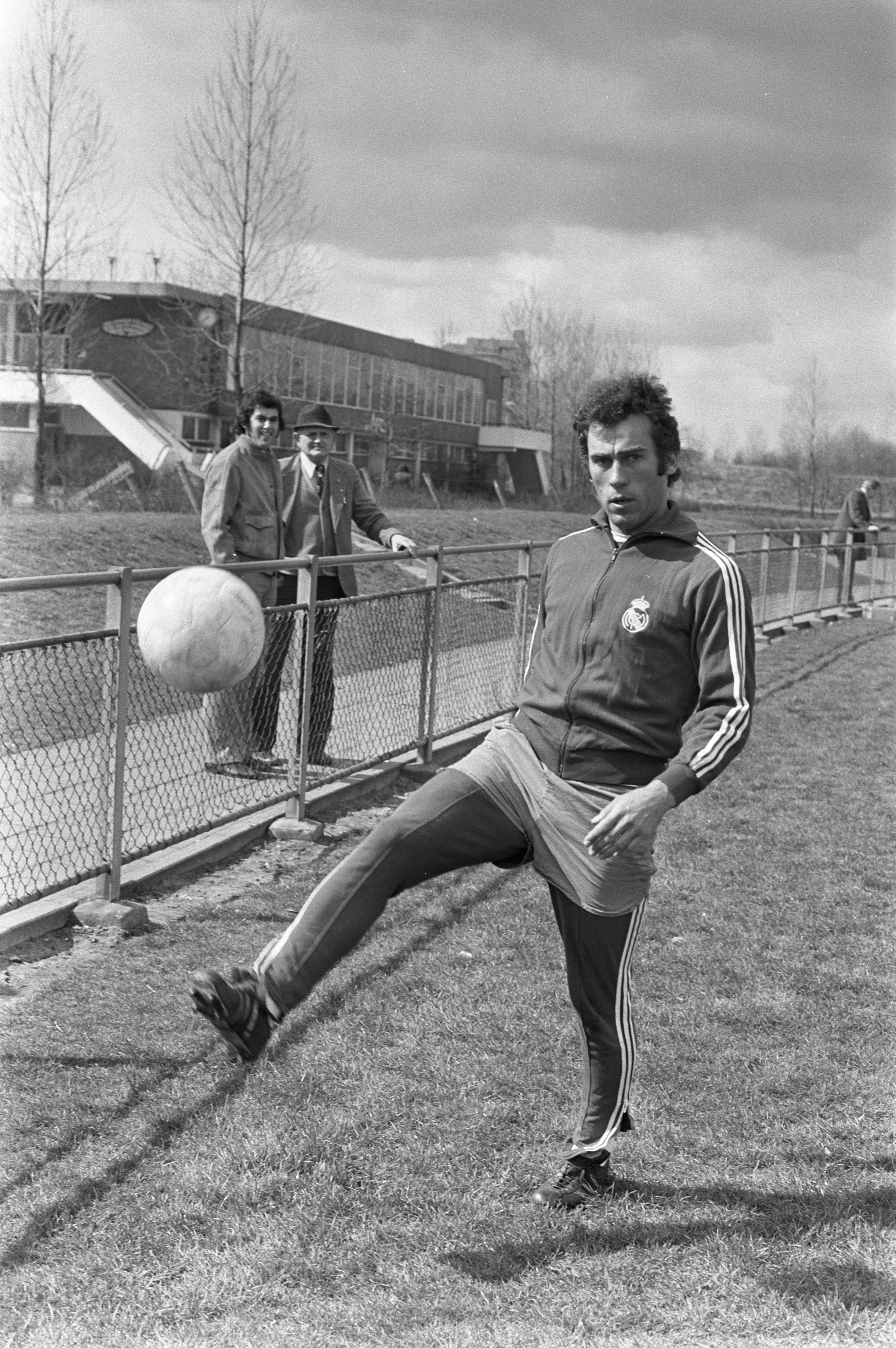
Амансіо Амаро, капітан Мадридського Йе-йе.

Мадридське Йе-Йе (ісп. Madrid de los Yé-yé) — покоління футболістів «Реала», які домінували в іспанському футболі в 1960-х роках і складалися з групи молодих іспанських гравців такі як Хосе Аракістайн, Енріке Перес «Пачін», Педро де Феліпе, Рафаель Батіста Ернандес «Фело», Мануель Санчіс Мартінес, Хосе Мартінес «Піррі», Ігнасіо Соко, Фернандо Серена, Амансіо Амаро, Рамон Гроссо та Мануель Веласкес Капітаном команди був гравець-ветеран Франсіско Хенто, який п'ять разів вигравав Кубок європейських чемпіонів разом з аргентинцем Альфредо Ді Стефано (пізніше він виграв шостий трофей разом із поколінням Йе-йе), в 1950-х роках у команді, відомій як «Мадрид Ді Стефано».

## Назва
Назва походить від пісні «She Loves You» гурту Бітлз після того, як чотири гравці команди позували для газети Марка з перуками, що наслідували британську групу. Йе-йе також називали молодь в Іспанії в шістдесятих роках, коли Бітломанія поширилася по всьому світу, створивши новий стиль у музиці, що також отримав заву Йе-йе.

## Команда

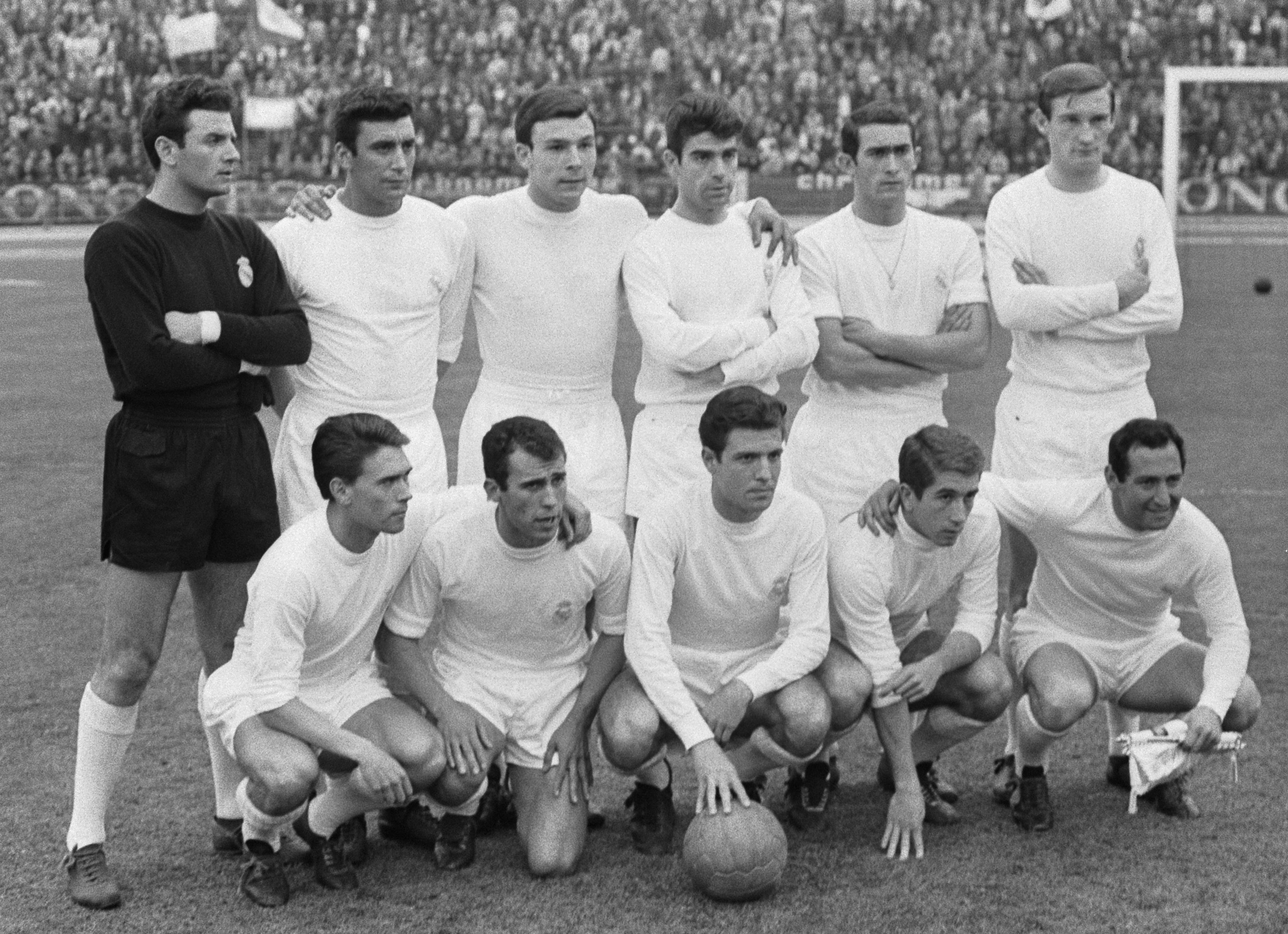
Команда перед фіналом Кубка європейських чемпіонів 1965/66 проти «Партизана» (2:1).

Створення нової команди розпочалося в 1959 році, коли Мігель Муньйос, закінчивши кар'єру футболіста, став тренером «віршкових». Як гравець, він був капітаном команди, з якою виграв Кубок європейських чемпіонів в сезонах 1955/56 та 1956/57. Команду чекала зміна поколінь, і нова команда почала будуватись за допомогою ветеранів ще старої команди, які залишались у клубі, легендарних Альфредо Ді Стефано, Ференца Пушкаша та Хосе Сантамарії. За цей час вони домінували в чемпіонаті Іспанії, вигравши його дев'ять разів, включаючи п'ять титулів поспіль. Без сумніву, найбільшим досягненням команди було здобуття кубка європейських чемпіонів в сезоні 1965/66, обігравши у фіналі на стадіоні «Ейзель» у Брюсселі югославський «Партизан» з рахунком 2:1 командою, повністю складеною з іспанських гравців:
- Воротар: Хосе Аракістайн
- Захисники: Енріке Перес «Пачін», Педро де Феліпе, Мануель Санчіс
- Півзахисники: Хосе Мартінес «Піррі», Ігнасіо Соко
- Нападники: Фернандо Серена, Амансіо Амаро, Рамон Гроссо, Мануель Веласкес, «Пако» Хенто

Вигравши п'ять єврокубків поспіль, що і досі є рекордом, клуб програв два наступні фінали, які він зіграв у найпрестижнішому європейському клубному турнірі — у 1962 та 1964 роках. Не зважаючи на це, клуб дійшов до нового фіналу як головний фаворит, який за одинадцять років змагань дійшов до свого восьмого фіналу .
Після уходу Альфредо Ді Стефано з клубу та старіння 39-річного Ференца Пушкаша, який хоча і залишався в команді, але вже не міг відігравати головної ролі, тренер Мігель Муньйос зупинив свій вибір на складі, який складався виключно з іспанських гравців. Команду очолювали капітан «Пако» Хенто та Амансіо Амаро якихпрозвали «Ель Брухо» за здатність виконувати неймовірні дриблінги.
Мадридська команда, як і в фіналі, зіграному двома роками раніше, першою пропустила, програвши перший тайм 0:1. Однак цього разу у другій половині «Реалу» вдалося змінити рахунок завдяки двом голам, які забили Амансіо та Серена лише за шість хвилин. З підсумковим рахунком 2:1 клуб виграв шостий Кубок чемпіонів і повернувся на вершину європейського футболу. Однак це досягнення, яке було вершиною команди Йе-йе, ознаменувало і її занепад. Клубу знадобиться п'ятнадцять років, щоб знову повернутися до фіналу єврокубка, і тридцять два роки, щоб знову виграти Кубок чемпіонів.

## Досягнення
- Чемпіон Іспанії: 1960-61, 1961-62, 1962-63, 1963-64, 1964-65, 1966-67, 1967-68, 1968-69
- Володар Кубка Іспанії: 1962
- Володар Кубка європейських чемпіонів: 1959-60, 1965-66
- Володар Міжконтинентального кубка: 1960